# 宝塔镇
宝塔镇，是中华人民共和国江苏省盐城市建湖县下辖的一个乡镇级行政单位。

## 行政区划
宝塔镇下辖以下地区：
辛庄社区、前庄社区、长陈村、联合村、潘渡村、高港村、港口村、裴桥村、龙河村、宝塔村、丁仁村和丁湾村。